# Planina Kunićka
Planina Kunićka is een plaats in de gemeente Netretić in de Kroatische provincie Karlovac. De plaats telt 5 inwoners (2001).